# Jordi Gené
Jordi Gené Guerrero (ur. 5 grudnia 1970 roku w Sabadell) – hiszpański kierowca wyścigowy.

## Kariera
Gené rozpoczął karierę w wyścigach samochodowych w 1987 roku od startów w Hiszpańskiej Formule Fiat, gdzie zdobył tytuł mistrzowski. W tym samym roku nie był klasyfikowany w Porsche 944 Turbo Cup. W późniejszych latach pojawiał się także w stawce Formule Ford 1600 Britain Esso, Festiwalu Formuły Ford, Brytyjskiej Formuły Ford, Brytyjskiej Formuły 3, Cellnet Superprix, Masters of Formula 3, Grand Prix Makau, Formuły 3 Fuji Cup, Formuły 3000, Spanish Touring Car Championship, 24-godzinnego wyścigu Le Mans, American Le Mans Series, European Le Mans Series, European Touring Car Championship, Spanish GT Championship, TC2000 Argentina, World Touring Car Championship, International GT Open, 24 Hours of Barcelona, Lada Granta Cup oraz Scandinavian Touring Car Championship.
W Formule 3000 Hiszpan startował w latach 1992-1994. W pierwszym sezonie startów w ciągu dziesięciu wyścigów, w których wystartował, raz zwyciężył i trzykrotnie stawał na podium. Z dorobkiem 21 punktów uplasował się na piątej pozycji w klasyfikacji generalnej. W 1994 roku, po sezonie bez punktów, Hiszpan ponownie punktował. Zdobył trzy punkty, co mu dało dwunaste miejsce w końcowej klasyfikacji kierowców.
Jordi jest też kierowcą testowym marki SEAT. W 2015 roku za kierownicą SEAT-a Leona Cupra ST pobił rekord okrążenia toru Nurburgring dla samochodu kombi.